# Bacall to Arms
Pour plus de détails, voir Fiche technique et Distribution.
Bacall to Arms est un court métrage d'animation de la série américaine Merrie Melodies réalisé par Bob Clampett et Arthur Davis, produit par les Warner Bros. Cartoons et sorti en 1946.